# Caminothujaria molukkana
Caminothujaria molukkana är en nässeldjursart som beskrevs av Campenhausen 1896. Caminothujaria molukkana ingår i släktet Caminothujaria och familjen Sertulariidae. Inga underarter finns listade i Catalogue of Life.